# Gustav Adolfs Page
Gustav Adolfs Page är en västtysk-österrikisk dramafilm från 1960 i regi av Rolf Hansen, med Liselotte Pulver och Curd Jürgens i huvudrollerna. Den utspelar sig 1631 och handlar om en äventyrlig ung tyska som klär ut sig till pojke och blir anlitad som page hos sin store idol, den svenske krigarkungen Gustav II Adolf.
Filmen bygger på en kortroman med samma titel av Conrad Ferdinand Meyer. Inspelningen inleddes 20 september 1960 och avslutades i november samma år. Filmen hade premiär 23 december 1960.

## Medverkande
- Liselotte Pulver som Gustl Leubelfing
- Curd Jürgens som kung Gustav Adolf
- Walther Reyer som kapten Roland
- Ellen Schwiers som Korinna
- Helmut Schmid som hertigen av Lauenburg
- Hans Nielsen som borgmästare Leubelfing
- Gabriele Reismüller som drottning Maria Eleonora
- Eddi Arent som Anton Leubelfing
- Fred Liewehr som Octavio Piccolomini
- Lina Carstens som hushållerskan Therese
- Michael Hinz som svensk kadett
- Georg Lehn som kusk
- Richard Eybner som Seni
- Vera Comployer som värdinna
- Axel von Ambesser som Wallenstein